# 榛子岭水库
榛子岭水库，位于中华人民共和国辽宁省沈阳市铁岭县东部，坝址距铁岭市区（铁岭县城）47千米，是凡河上一座大型水库。水库工程于1975年3月开始兴建，1979年9月建成。总库容2.1亿立方米，兴利库容1.24亿立方米。大坝位于鸡冠山乡榛子岭村以东，为黏土心墙坝，坝高35.8米，坝长365米，坝顶宽5米，坝址以上集水面积369平方千米。一、二级电站总装机容量3000千瓦。凡河的丰枯流量相差很大，雨季易发生洪水，旱季又常常断流。榛子岭水库的修建对调节凡河下游流量发挥着重要作用。